# Arrêts de la Cour de justice des Communautés européennes (1965)
Pour les articles homonymes, voir Arrêts de la Cour de justice l'Union européenne.
Les arrêts de la Cour de justice de 1965 sont au nombre de cinquante-deux.

## Sources

## Compléments